# -гейт
-гейт (англ. -gate) — суффикс, используемый в английском и некоторых других языках для названия публичных скандалов по аналогии с Уотергейтским скандалом, например Ирангейт, Моникагейт, Кучмагейт, Казахгейт, Моджигейт, Рыбкагейт.

## Этимология, использование и история
Суффикс -гейт возник в результате Уотергейтского скандала в США в начале 1970-х годов, который привёл к отставке президента США Ричарда Никсона. Скандал был назван в честь комплекса «Уотергейт» (англ. Watergate complex) в Вашингтоне; сам комплекс был назван в честь района Water Gate (в переводе с англ. — «Водяные ворота»), в котором с 1935 по 1965 год на реке Потомак проводились концерты симфонического оркестра.
Суффикс «-гейт» используется для дополнения существительных или имён, чтобы показать существование далеко идущего скандала, особенно в политике и экономике. Как отмечалось в колонке CBC News в 2001 году, этот термин может означать «неэтичное поведение и сокрытие».
Такое использование критиковалось комментаторами как клише, способное ввести в заблуждение; Джеймс Станъер (англ. James Stanyer) комментирует, что «после „Уотергейта“ разоблачениям присваивается суффикс „-гейт“, чтобы добавить тонкую завесу правдоподобия, но большинство не имеют никакого сходства с кропотливым расследованием этой конкретной части президентской коррупции». Станъер связывает широко распространенное использование суффикса «-гейт» с тем, что социолог Джон Томпсон называет «синдромом скандала»:

…самовоспроизводящийся и самоусиливающийся процесс, основанный на конкурентной и воинственной борьбе в средствах массовой информации и политической сфере и порождающий все новые и новые скандалы, которые все чаще становятся предметом опосредованных форм общественных дебатов, маргинализации или вытеснения других вопросов. и иногда создавая атмосферу политического кризиса, который может ослабить или даже парализовать правительство.
Оригинальный текст (англ.)[A] self-reproducing and self-reinforcing process, driven on by competitive and combative struggles in the media and political fields and giving rise to more and more scandals which increasingly become the focus of mediated forms of public debate, marginalizing or displacing other issues and producing on occasion a climate of political crisis which can debilitate or even paralyse a government.
Использование суффикса «-гейт», чтобы предположить существование скандала, было продвинуто Уильямом Сафиром, консервативным обозревателем New York Times и бывшим спичрайтером администрации Никсона. Ещё в сентябре 1974 года он написал о «Вьетгейте» (англ. Vietgate), предполагаемом помиловании виновников «Уотергейта» и уклонистов от войны во Вьетнаме. Впоследствии он придумал множество аналогичных терминов, в том числе «Биллигейт», «Брифингейт», «Контрагейт», «Дивергейт», «Дебатегейт», «Даблбиллингсгейт» (о котором он позже сказал: «Моё лучшее [новое слово „-гейт“] — это инкапсуляция небольшого … скандала в виде двойного биллинга»), «Фрэнкигейт», «Франклингейт», «Геншергейт», «Хаусгейт», «Иракгейт», «Кореягейт», «Лансгейт», «Мэггигейт», «Нанигейт», «Рейдергейт», «Скальггейт», «Тревелгейт», «Трупергейт» и «Уайт-Уотергейт». New York Magazine предположил, что целью Сафира было «реабилитировать Никсона, беспощадно оберегая его преемников той же риторической кистью — уменьшая вину от ассоциации». Сам Сафир позже сказал медиакритику Эрику Альтерману, что «возможно, стремился минимизировать относительную важность преступлений, совершенных его бывшим боссом с этой глупостью».
Использование распространилось на другие языки, кроме английского; примеры использования суффикса «-гейт» для обозначения местных политических скандалов были зарегистрированы в России, Аргентине, Германии, Южной Корее, Венгрии, Греции и бывшей Югославии.
Подобное использование части имени собственного в качестве универсального суффикса в американской журналистике не уникально. Уже в 1852 году перекройку избирательных округов (джерримендеринг) в штате Теннесси местная пресса называла «генримендерингом» в честь консервативного политика Густавуса Генри; в 2014—2015 годах по аналогии с скандалами вокруг расследования нападения на Бенгази в 2012 году в прессе появлялись заголовки с суффиксом «-гази» (-ghazi) — так, скандал 2015 года вокруг футбольного клуба «Нью-Ингленд Пэтриотс», известный как «Deflategate», также именовался в прессе «Ballghazi», а скандал «Bridgegate» с частичным перекрытием дорожного движения по мостам в Форт-Ли, штат Нью-Джерси, в 2013 году — «Bridgeghazi». Такое именование могло иметь ироническую коннотацию, подразумевая необычайно широкое освещение в СМИ мелкого и незначительного скандала.

## Список скандалов
Ниже приведён список скандалов или споров, названия которых включают суффикс «-гейт», по аналогии с «Уотергейтом», а также другие случаи, к которым суффикс (часто явно) был применён. Этот список также включает названия, которые широко упоминаются с суффиксом «-гейт», но может упоминаться и с другим более распространённым именем (таким как скандал с награждением «Нью-Орлеан Сэйнтс»). Использование суффикса «-гейт» распространилось за пределы США на многие другие страны и языки.

### Политика
| Название                                                                 | Год        | Описание | Источники                                                                               |
| ------------------------------------------------------------------------ | ---------- | --- | --------------------------------------------------------------------------------------- |
| Анголагейт Angolagate                                                    | 2008       | Продажа оружия правительству Анголы правительством Франции в период с 1993 по 2000 год | The Economist, RFI English                                                              |
| Бичгейт Beachgate                                                        | 2017       | Губернатор Нью-Джерси Крис Кристи отдыхал со своей семьей в государственном пляжном домике в то время когда пляж был закрыт для публики. Сцена была запечатлена на фотографиях с воздуха, снятых крупнейшей газетой штата The Star-Ledger | Chicago Tribune                                                                         |
| Бибигейт Bebe-Gate                                                       | 1993, 1997 | - Биньямин Нетаньяху признался, что имел внебрачную связь - Обвинения в адрес Биньямина Нетаньяху, который, якобы, выбрал Рони Бар-Она в качестве генерального прокурора, чтобы закрыть дело о коррупции против своего партнёра по коалиции Арье Дери | The Washington Post, «Коммерсантъ Власть»                                               |
| Бетсигейт Betsygate                                                      | 2004       | Вызван тем, что лидер британских консерваторов Иан Дункан Смит назначил свою жену Бетси на должность парламентского секретаря партии, при этом она якобы фактически не выполняла никакой работы, но получала заработную плату | BBC News                                                                                |
| Биготгейт Bigotgate                                                      | 2010       | Премьер-министр Великобритании Гордон Браун во время предвыборных теледебатов при невыключенном микрофоне назвал «фанатичкой» пожилую избирательницу, с которой только что общался | Channel 4, «Политком.ru»                                                                |
| Биллигейт Billygate                                                      | 1980       | Начался после того как Билли Картер, младший брат президента США Джимми Картера, стал юридически представлять правительство Ливии как иностранный агент | The Washington Post                                                                     |
| Бингогейт Bingogate                                                      | 1999       | Скандал вызванный растратой благотворительных средств депутатом от правящей НДП Дейвом Ступичем. Привёл к отставке премьер-министра Британской Колумбии Майкла Харкорта, формально не замешанного в скандале | CBC News                                                                                |
| Бисквитгейт Biscuitgate                                                  | 2017       | Скандал на Маврикии, связанный с предполагаемым злоупотреблением властью дочерью спикера парламента для продажи печенья правительственным ведомствам по завышенным ценам | Le Express                                                                              |
| Блаббергейт Blabbergate                                                  | 2017       | Вызван обвинениями в адрес президента США Дональд Трамп в том, что он раскрыл секретную информацию в беседе с Сергеем Лавровым и российским послом в Вашингтоне | The Washington Post, Wall Street Journal, U.S. News & World Report                      |
| Блоббигейт Blobbygate                                                    | 1994       | Власти Сити-оф-Ланкастера потратил £300 000 налогоплательщиков на тематический парк Crinkley Bottom, который оставался открытым только в течение 13 недель. Общая стоимость проекта для бюджета составила £2,6 млн. Скандал получил название «Блоббигейт» из-за телевизионного персонажа мистера Блобби, который был главным персонажем парка | The Independent, The Visitor                                                            |
| Бонусгейт Bonusgate                                                      | 2008       | Скандал в Пенсильвании, связанный с предполагаемым использованием средств штата для финансирования партийных политических кампаний | Pittsburgh Tribune-Review                                                               |
| Бриджгейт Bridgegate                                                     | 2013       | Вызван обвинениями в адрес губернатора Нью-Джерси Крис Кристи, который якобы приказал перекрыть проезд из Форта-Ли к мосту Джорджа Вашингтона, потому что мэр города не одобрил его переизбрание | NJ.com                                                                                  |
| Бордельгейт Brothelgate                                                  | 2010       | Серия событий, которые привели к отставке министра обороны Ирландии Уилли О'Ди | The Irish Times                                                                         |
| Кейблгейт Cablegate                                                      | 2010       | Вызван обнародованием на веб-сайте WikiLeaks и в нескольких газетах конфиденциальных документов Государственного департамента США, которые подробно освещали его взаимодействие с посольствами США по всему миру | The Sydney Morning Herald, «Русский репортёр»                                           |
| Кэшгейт Cashgate                                                         | 2014       | Разграбление государственных средств Малави государственными чиновниками в 2013 году | The Economist                                                                           |
| Камиллагейт Camillagate                                                  | 1992       | Начался после обнародования записи телефонного разговора между Чарльзом, принцем Уэльским и Камиллой Паркер Боулз (герцогиня Корнуольская с 2005 года) | BBC News                                                                                |
| Чхвегейт Choi Soon-sil gate                                              | 2016       | Политический скандал в Южной Корее, вызванный обнародованием информации о влияния на президента Пак Кын Хе её подруги юности Чхве Сун Силь. В результате массовые протесты привели к отставке президента | The Korea Times, Korea JoongAng Daily, The Hankyoreh, New York Times, Quartz.com        |
| Чоппергейт (Индия) Choppergate                                           | 2013       | Вызван расследованием индийским парламентом обвинений в коррупции в адрес нескольких высокопоставленных чиновников и производителя вертолётов AgustaWestland в связи с приобретением новых вертолётов | India Today                                                                             |
| Чоппергейт (Австралия) Choppergate                                       | 2014       | Австралийский политический скандал с участием спикера Палаты представителей Бронвин Бишоп, вызванный расходованием бюджетных средств на оплату поездок политика | The Daily Telegraph, The Sydney Morning Herald                                          |
| Чайнагейт Chinagate                                                      | 1996       | Вызван обвинениями в адрес китайских властей во вмешательстве в выборы 1996 года в США, а также о возможном сговоре с президентом США Биллом Клинтоном | Washington Post, Jewish World Review, The Wall Street Journal Investor’s Business Daily |
| Койнгейт Coingate                                                        | 2005       | Вызван обвинениями в адрес чиновников и бизнесменов, связанных с Республиканской партией, в потери средств штата Огайо, инвестированных в редкие монеты | Toledo Blade                                                                            |
| Коулгейт Coalgate                                                        | 2014       | Вызван отказом властей Индии от проведения конкурентных торгов на право добычи угля. Заявленные потери бюджета составили $37 млрд | The Indian Express                                                                      |
| Корнгейт Corngate                                                        | 2002       | Политический скандал в Новой Зеландии, вызванный предполагаемым выпуском генетически модифицированных семян кукурузы в 2000 году | TVNZ                                                                                    |
| Дасукигейт Dasukigate                                                    | 2015       | Вызван растратой денег, предназначенных для покупки оружия для армии в её войне против боевиков «Боко харам», на приобретение Дасуки, советником по национальной безопасности, недвижимости в Дубае и оплата «вознесения молитв» за успех переизбрания президента Джонатана | The Nation Nigeria                                                                      |
| Дебатгейт Debategate                                                     | 1980       | Политический скандал в США в 1983 году, связанный с подозрительным приобретением штабом Рейгана документов, подготовленных штабом президента Картера для предвыборных дебатов | The New York Times Magazine, Politico                                                   |
| Доннигейт Donnygate                                                      | 1990-е     | Политический скандал, связанный с мошенничеством при расходовании средств членами совета района Донкастер (Великобритания) | The Guardian                                                                            |
| Дунайгейт Duna-gate                                                      | 1990       | Политический скандал в Венгрии в 1990 году, вызванный незаконным сбором III управлением МВД информации об оппозиции | American Speech, Nemzetbiztonsági Hivatal                                               |
| Элбоугейт Elbowgate                                                      | 2016       | Вызван обвинением со стороны оппозиции в адрес премьер-министра Канады Джастина Трюдо в нападении на женщину-депутата в палате общин | Macleans, Global News                                                                   |
| Емейлгейт Emailgate                                                      | 2015       | Вызван обвинением в адрес Хиллари Клинтон в том, что она в нарушение федеральных правил безопасности и прозрачности тайно использовала личную учётную запись электронной почты, привязанную к серверу, который был куплен под псевдонимом и установлен в её нью-йоркском подвале, когда она была Госсекретарём США | The Observer                                                                            |
| Эрдогейт Erdogate                                                        | 2016       | Вызван выходом в конце марта 2016 года сатирического шоу Яна Бёмермана, в котором он умышленно оскорбил президента Турции Реджепа Тайипа Эрдогана с использованием ненормативной лексики. Эрдоган подал несколько исков против сатирика, в результате чего немецкий парламент принял решение отказаться от §103 Уголовного кодекса | Mit Vergnügen Berlin, Salzburg24, heute.de, ARD Tagesschau, МБПЧ, NEWSru.com            |
| Фейслифтгейт Faceliftgate                                                | 2017       | Вызван твитами президента США Дональда Трампа в адрес ведущих телешоу Morning Joe Мики Бжезински и Джо Скарборо | Mediaite.com, CNN, BBC News, «Голос Америки»                                            |
| Фаллагейт Fallagate                                                      | 2007       | Политический скандал на Гернси из-за попытки избежать конфликта интересов во время тендера на строительство пристройки к больнице принцессы Елизаветы в Сент-Эндрю | The Daily Telegraph                                                                     |
| Фахитагейт Fajitagate                                                    | 2002       | В ноябре 2002 года трое офицеров полиции Сан-Франциско, как утверждается, напали на двух гражданских лиц из-за мешка с фахитас (который был ошибочно принят за наркотики), что привело к отставке начальника полиции и увольнению его преемника | San Francisco Chronicle                                                                 |
| Фингергейт Fingergate                                                    | 2015       | Вызван видеоклипом, в котором министр финансов Греции Янис Варуфакис «делает непристойный жест рукой», чтобы подчеркнуть свои англоязычные комментарии о финансовых отношениях Греции и Германии. Клип был сделан немецким сатириком Яном Бёмерманном и показан в его телешоу. Позже он был удостоен за клип премии Гримма | TheLocal.de, The Guardian, Die Zeit                                                     |
| Фангейт Fangate                                                          | 2014       | Во время предвыборных дебатов действующий губернатор Флориды Рик Скотт не выходил на сцену в течение семи минут из-за проблемы которую его критики сочли несерьёзной | Miami Herald                                                                            |
| Файлгейт Filegate                                                        | 1998       | Вызван незаконным хранением и проверкой администрацией Клинтона 300—900 файлов ФБР без разрешения субъектов файлов | CNN                                                                                     |
| Гаягейт Gaiagate                                                         | 2014       | Вызван злоупотреблениями мэрии города Вила-Нова-ди-Гая (Португалия), в частности, при определении подрядчика по вывозу мусора | Visão Online                                                                            |
| Гарглгейт Garglegate                                                     | 2010       | Вызван радиоинтервью, данным премьер-министром Ирландии Брайаном Коуэном в сентябре 2010 года, после которого ряд комментаторов посчитали, что он, похоже, страдает от похмелья | Irish Examiner                                                                          |
| Плебейгейт Plebgate                                                      | 2012       | Политический скандал в Великобритании, вызванный тем, что член парламента Эндрю Митчелл якобы назвал полицейского «плебеем», после того как тот попросил его использовать другие ворота, чтобы покинуть Даунинг-стрит на велосипеде. Митчелл отрицал использование слова плебей; однако всё же подал в отставку на фоне недовольства СМИ его предполагаемым высказыванием. Позже были выявлены факты, поставившие под сомнение правдивость обвинений. Позднее один из полицейских признался в суде, что дал ложные показания, за что был приговорён к 12 месяцам тюрьмы. Этот скандал также известен как «Гейтгейт», так как был связан с воротами | The New Yorker, The Independent, The Guardian                                           |
| Глориягейт Gloriagate                                                    | 2005       | Предвыборный скандал на Филиппинах, связанный с просочившимися в СМИ телефонными разговорами между президентом Глорией Макапагал-Арройо и членом Избирательной комиссии, в которых они якобы сговорились подделать результаты президентских выборов 2004 года в пользу Арройо | Khaleej Times, The Philippine Star                                                      |
| Грейнджгейт Grangegate                                                   | 2014       | Политический скандал в Австралии с участием премьер-министра Нового Южного Уэльса Барри О'Фаррелла, которому пришлось уйти в отставку, а затем и вовсе из политики из-за полученной в подарок бутылки вина за $3000 | Illawarra Mercury, SBS                                                                  |
| Гюляргейт Gulargate                                                      | 2013       | Политический коррупционный скандал 2012—2013 годов в Азербайджане, в котором оказались замешаны политики и чиновники различных уровней. Назван по имени депутата Гюляр Ахмедовой, так как скандал начался с размещения на YouTube видеозаписи Ахмедовой, обсуждающей взятку с целью получения места в Милли меджлисе | PACE                                                                                    |
| Гуптагейт Guptagate                                                      | 2013       | Политический скандал с участием президента ЮАР Джейкоба Зумы, вызванный незаконной посадкой на базе ВВС ЮАР Waterkloof самолёта с гостями свадьбы семьи Гупта | Sunday Times                                                                            |
| Хайльгейт Hailgate                                                       | 2016       | Вызван публикацией съёмки нацистского приветствия, использованного участниками конференции белых националистов, организованной Ричардом Б. Спенсером | The Atlantic                                                                            |
| Стрижкагейт Haircutgate                                                  | 1993       | Вызван необоснованными обвинениями в адрес президента США Билла Клинтона в том, что из-за его стрижки две взлётно-посадочные полосы Международного аэропорта Лос-Анджелеса были закрыты в течение часа | Los Angeles Times, Н. Хэмилтон                                                          |
| Гавайигейт Hawaiigate                                                    | 2016       | Вызван чартерным рейсом министра обороны Таиланда Правита Вонгсувана на встречу АСЕАН-США по обороне на Гавайях, которая обошлась бюджету в 20,9 млн бат | Bangkok Post                                                                            |
| Иракгейт Iraqgate                                                        | 2003       | Вызван тем, что лидер центристов Аннели Яаттеэнмяки обнародовала записи переговоров премьер-министра Пааво Липпонена с президентом США Джорджем Бушем о поддержке Финляндией войны в Ираке, что способствовало падению сначала кабинета Липпонена, а затем правительства Яаттеэнмяки | Helsingin Sanomat, The Daily Telegraph                                                  |
| Ирангейт Irangate                                                        | 1980s      | Вызван обнародованием фактов, что отдельные члены администрации президента США Рональда Рейгана организовали тайные поставки вооружения в Иран в нарушение оружейного эмбарго против этой страны, а деньги, полученные от продажи оружия, использовали на помощь никарагуанских повстанцев-контрас в обход запрета конгресса на их финансирование | Time, BBC, Orlando Sentinel.                                                            |
| Айрисгейт Irisgate                                                       | 2010       | Политический скандал в Великобритании, связанный с делом депутата Айрис Робинсон, жены Первого министра Северной Ирландии Питера Робинсона, которую обвинили в получении кредита в размере 50 000 фунтов стерлингов для своего любовника на финансирование его ресторана | The Herald, The Times, sp!ked                                                           |
| Юрмалагейт латыш. Jūrmalgeita                                            | 2005       | Политический скандал в Латвии, в котором оказались замешаны несколько бизнесменов и политиков, предлагавшие взятку депутату городского совета Юрмалы в попытке повлиять на мэра Юрмалы на выборах 2005 года | Providus, ERCAS                                                                         |
| Казахгейт каз. Қазақгейт                                                 | 2005       | Вызван обвинениями со стороны американских властей в адрес Джеймса Гиффена, американского бизнесмена и бывшего советника президента Казахстана Нурсултана Назарбаева, в даче взяток в 1990-х годах высокопоставленным казахстанским чиновникам, чтобы обеспечить нефтяные контракты для западных компаний. Для Гиффена завершился мелким штрафом | Радио «Азаттык», The New York Times                                                     |
| Кореягейт Koreagate                                                      | 1976       | Скандал вызванный попыткой южнокорейских политиков и разведки подкупить ряд американских конгрессменов с целью недопустить вывода войск США из Южной Кореи | The Washington Post                                                                     |
| Ликгейт Leakgate                                                         | 2015       | Скандал в Индии, вызванный кражей и продажей правительственных документов, связанных с иностранными инвестициями | The Times of India, The Hindustan Times                                                 |
| Лунатикгейт Lunaticgate                                                  | 2016       | Во время кампании по выборам руководства Лейбористской партии кандидат Оуэн Смит выступая перед членами партии в Хаммерсмите 23 августа, комментируя действующего лидера Джереми Корбин, употребил слово lunatic, вызвав возмущение многих | AOL News UK                                                                             |
| Маммигейт Mammygate                                                      | 2008       | Супруга мэра Канзас-Сити (Миссури) Марка Фанкхаузера, якобы назвала одного из своих секретарей «мамми». Секретарь Рут Бейтс, чёрная, подала в суд на городской совет за дискриминацию | KMBC-TV, KCUR News                                                                      |
| Мемогейт Memogate (2)                                                    | 2011       | Вызван противоречиями вокруг меморандума пакистанского посла в США (адресованного адмиралу Майку Маллену) с просьбой об американской помощи после ликвидации Усамы бен Ладена, чтобы предотвратить военный захват власти в Пакистане | Financial Times, Dawn                                                                   |
| Моникагейт Monicagate                                                    | 1990s      | Американский политический сексуальный скандал, разразившийся в 1998 году вследствие обнародования факта сексуальных отношений между 49-летним президентом США Биллом Клинтоном и 22-летней сотрудницей Белого дома Моникой Левински | National Review                                                                         |
| Мюльдергейт Muldergate                                                   | 1979       | Политический скандал в ЮАР, вызванный тем, что южноафриканское правительство тайно использовало средства из военного бюджета для пропаганды в поддержку режима апартеида среди англоязычных южноафриканцев и за рубежом. Назван по фамилии министра информации Конни Мюльдера. Привёл к отставке премьер-министра Балтазара Форстера | Rees, M and Day, C.                                                                     |
| Намагейт Namagate                                                        | 2015       | Политический коррупционный скандал в Северной Ирландии. Утверждается, что первый министр Северной Ирландии Питер Робинсон получил £7,5 млн за продажу портфеля ссуд Национальным агентством по управлению активами (Nama) в апреле 2014 года | Jamie Bryson, BBC                                                                       |
| Нэннигейт (США) Нэнни                                                    | 1993       | Политический скандал в США, когда выдвижение кандидатуры Зои Бэрд на пост генерального прокурора США было отменено из-за найма ею нелегальных иностранцев в качестве нянь | The New York Times, Time                                                                |
| Нэннигейт (Швеция) Nannygate                                             | 2006       | Шведский скандал из-за неуплаты налогов на работу нянь и обязательных телевизионных сборов членами кабинета Рейнфельдта | Expressen, Dagens Nyheter                                                               |
| NISgate                                                                  | 2013       | Вызван тем, что Национальное агентство разведки и военная разведка Южной Кореи манипулировала общественным мнением для победы на выборах правящей партии и Пак Кын Хе | OhmyNews, TJournal, «Российская газета»                                                 |
| Нкандлагейт Nkandlagate                                                  | 2009       | Политический скандал в ЮАР, вызванный обнародованием газетой Mail & Guardian информации о финансировании за счёт средств госбюджета мер безопасности частной резиденции президента Южной Африки Джейкоба Зумы. Скандал заставил оппозицию начать процедуру импичмента против Зумы | Mail & Guardian, PublicProtector.org                                                    |
| Офисгейт Officegate                                                      | 2001       | Первый министр Шотландии Генри Маклиш подал в отставку после того, как выяснилось, что, будучи членом британского парламента в период с 1987 по 1998 год (до наступления деволюции), сдавал в аренду офисы в Гленротесе (Файф), не зарегистрировав источник дохода в Палате общин | [ 143 ]                                                                                 |
| Панамагейт Panamagate                                                    | 2016       | Серия политических скандалов в разных странах, связанные с обнародованием «Панамских документов». | См. Список фигурантов «Панамских документов»                                            |
| Пантигейт Pantigate                                                      | 2014       | Вызван трансвеститом и ЛГБТ-активистом Панти, обвинившим некоторых ирландских журналистов в гомофобии | Medium                                                                                  |
| Пардонгейт Pardongate                                                    | 2001       | Вызван тем, что в последний день исполнения служебных обязанностей в качестве президента США Билл Клинтон помиловал 140 человек, включая Патти Херст, мультимиллионера Марка Рича, наркоторговца Карлоса Вигнали и финансового мошенника Гленна Брасвелла | P.S. Ruckman, Jr., «Совершенно секретно»                                                |
| Пастагейт Pastagate                                                      | 2013       | Скандал в Монреале, вызванный инспектором Квебекского управления французского языка, который потребовал от владельца итальянского ресторана заменить итальянские слова, такие как, «pasta», «antipasti», «calamari», «bottiglia», на их французские эквиваленты | CTV Montreal                                                                            |
| Пастигейт Pastygate                                                      | 2012       | Вызван спорами вокруг изменения режима налогообложения «горячих блюд на вынос», таких как пасти. Консервативных министров обвиняли в том, что они «перестали общаться» с народом и не знают привычек питания обычных людей | Daily Mail, Daily Record                                                                |
| Пемексгейт Pemexgate                                                     | 2000       | Скандал с участием мексиканской государственной нефтяной компании Pemex, средства которой использовались для поддержки предвыборной кампании кандидата в президенты от ИРП | Stephen D. Morris                                                                       |
| Пенелопагейт Penelopegate                                                | 2017       | Вызван информацией о том, что кандидат в президенты Франции Франсуа Фийон официально нанял свою жену Пенелопу в качестве помощника, при этом она никогда реально не работала, но тем не менее получила более 1 миллиона евро в качестве государственной заработной платы | Politico, Atlantico                                                                     |
| Петрогейт Petrogate                                                      | 2008       | Название скандал получил от перуанской прессы, так как это коррупционное дело было связано с нефтяными контрактами на разведку морских нефтяных и газовых месторождений. В скандале были замешаны норвежская компания Discover Petroleum и государственная компания Perupetro. Привёл к отставке правительства Хорхе дель Кастильо | Peruvian Times                                                                          |
| Пиггейт Piggate                                                          | 2015       | Разгорелся после публикации в The Daily Mail неавторизованной биографии премьер-министра Дэвида Кэмерона, в которой утверждалось, что во время учёбы в Оксфорде будущий премьер употреблял марихуану, устраивал вечеринки с кокаином, а также был замешан в неприличных действиях с участием свиньи | The Guardian, «Газета.ру»                                                               |
| Пламгейт Plamegate, также «Leakgate», «CIA leak scandal», «Plame affair» | 2005       | Вызван раскрытием консервативным колумнистом Робертом Новаком агента-нелегала ЦРУ Валери Плам, как считается, в отместку за действия её мужа Джозефа Уилсона, критиковавшего Джорджа Буша за вторжение в Ирак | CBS News, «Огонёк»                                                                      |
| Понитейлгейт Ponytailgate                                                | 2015       | Вызван поведением премьер-министра Новой Зеландии Джон Ки, который по словам официантки из Окленда неоднократно дергал её за волосы в кафе | The Guardian, 3 News, The New Zealand Herald                                            |
| Рашагейт                                                                 | 2016       | Обвинения России во вмешательстве в президентские выборы 2016 года в США | [ 162 ]                                                                                 |